# 加比爾·捷西斯
加比爾·費爾南多·德捷西斯（葡萄牙語：Gabriel Fernando de Jesus，1997年4月3日—）是一名巴西職業足球員，司職前锋，目前效力於英格蘭足球超級聯賽球會兵工廠，并为巴西国家队出战国际比赛。

## 球会生涯

### 曼城
2016年8月3日，曼城與捷西斯簽約五年，轉會費約2,700萬鎊。他留效彭美拉斯至年底巴甲球季結束，一月才正式向曼城報到。
正式加盟後，捷西斯在首場英超比賽表現不錯，分別攻入一球和交出一助攻。捷西斯的表現甚至曾把首席射手阿奎羅擠至後備。
2020年12月25日，赫蘇斯的COVID-19病毒檢測呈陽性，其後康復。
2022年4月23日，赫蘇斯在主場5-1戰勝沃特福德的比賽中打進4球，完成了他在英超聯賽的首個大四喜。

### 阿森納
2022年7月4日，热苏斯与阿森纳签订了一份长期合同。他被分配到了9号球衣，合同的费用和期限没有透露，据说以4500万英镑的价格签订了一份为期五年的合同。8月5日，他在英超联赛客场2-0战胜水晶宫的比赛中完成了俱乐部首秀。8月13日，在他的酋长球场的首场比赛中，以4-2获胜莱斯特城，进了他的第一个和第二个球，并提供两个助攻。

## 國家隊生涯
谢撒斯是巴西20岁以下球队的一员，该队在2015年新西兰U-20世界杯上获得亚军。他在新普利茅斯4-2战胜尼日利亚的比赛中打进了他的第一个进球，并在点球大战中战胜了乌拉圭和葡萄牙。
捷西斯入選2018年世界盃23人名單，並擔任正選前鋒，被人寄予厚望，但捷西斯表現不佳，5场比赛一球不入，此紀錄更是巴西國家隊的首次。
2019年5月，捷西斯入選巴西隊的23人陣容，參加在本土舉行的2019年美洲杯。7月7日，在馬拉卡納體育場對陣秘魯的決賽中，他助攻艾佛頓·索亞雷斯打入開場進球，隨後在上半場後段打入贏得比賽的進球；然而，他在下半場吃到第二張黃牌，被罰下場。巴西最終以3-1贏得比賽，贏得冠軍。

## 生涯統計
最後更新：2016年7月18日
| 球會     | 球季     | 聯賽 | 聯賽 | 盃賽 | 盃賽 | 南美州盃賽 | 南美州盃賽 | 州聯賽 | 州聯賽 | 合計 | 合計 |
| 球會     | 球季     | 出場 | 入球 | 出場 | 入球 | 出場       | 入球       | 出場   | 入球   | 出場 | 入球 |
| -------- | -------- | ---- | ---- | ---- | ---- | ---------- | ---------- | ------ | ------ | ---- | ---- |
| 彭美拉斯 | 2015     | 21   | 4    | 9    | 3    | –          | –          | 8      | 0      | 37   | 7    |
| 彭美拉斯 | 2016     | 13   | 10   | 0    | 0    | 5          | 4          | 12     | 5      | 30   | 19   |
| 生涯合計 | 生涯合計 | 33   | 14   | 9    | 3    | 5          | 4          | 20     | 5      | 67   | 26   |

## 榮譽

### 球會
彭美拉斯
- 巴西杯冠軍：2015[5]

- 巴西足球甲級聯賽冠軍：2016[6]

 曼城
- 英超冠軍：2017–18、2018–19、2020–21、2021–22
- 英格蘭足總盃冠軍：2018–19
- 英格蘭聯賽盃冠軍：2017–18、2018–19、2019–20、2020–21
- 英格蘭社區盾冠軍：2018、2019

### 國家隊
巴西國家隊
- 夏季奧林匹克運動會足球比賽男子組金牌：2016
- 美洲盃足球賽冠軍：2019

### 個人
- 巴西足球甲級聯賽最佳新人：2015
- 巴西足球甲級聯賽最佳球員：2016

## 外部連結
- Soccerway資料庫：加比爾·捷西斯
- Gabriel Jesus at Palmeiras' official website （葡萄牙文）